# Thècle Mbororo
Thècle Mbororo (24 settembre 1989) è una calciatrice camerunese, portiere del Panthère de Garoua e della nazionale camerunese.

## Carriera

### Club
Thècle Mbororo gioca nel ruolo di portiere nel club camerunese Panthère de Garoua.

### Nazionale
Thècle Mbororo  gioca nell'edizione 2014 della Coppa delle Nazioni Africane femminile, in cui la nazionale arriva al secondo posto, grazie alla sconfitta per 2-0 contro la Nigeria la quale garantirà a lei e alle sue compagne la storica qualificazione alla fase finale di un campionato mondiale femminile di calcio all'edizione di Canada 2015.
Viene inserita nella rosa della Nazionale in partenza per il Campionato mondiale femminile di calcio 2015 che si gioca in Canada. In questa edizione dopo aver superato il girone eliminatorio con sei punti; frutto di due vittorie e una sconfitta, viene eliminata agli ottavi di finale dalla Nazionale di calcio femminile della Cina con il risultato di 1 a 0 a favore delle asiatiche. In questa edizione del mondiale però non scende mai in campo rimanendo sempre in panchina.
Nel 2016 partecipa alla Coppa delle Nazioni Africane femminile in cui la sua nazionale era qualificata di diritto essendone l'organizzatrice. Il Camerun arriverà fino in finale dove però viene sconfitta dalla nazionale Nigeriana per 1 a 0.